# ハナレイ・ベイ
「ハナレイ・ベイ」は、村上春樹の短編小説。「東京奇譚集」と題した連作短編小説の1篇として『新潮』2005年4月号に掲載、2005年9月刊行の短編小説集『東京奇譚集』（新潮社）に収録された。ハワイ・カウアイ島のハナレイ湾を舞台に、10年前のサーフィン中の事故で一人息子を失ったシングルマザーが希望を見出す姿を描く。2009年11月刊行の著者自選短編小説集『めくらやなぎと眠る女』（新潮社）にも収録されている。
吉田羊主演で映画化され、2018年10月に公開された。

## 英訳
| タイトル | Hanalei Bay                                                 |
| 翻訳     | ジェイ・ルービン                                            |
| 初出     | 『ガーディアン』2006年4月15日号                             |
| 収録書籍 | 『Blind Willow, Sleeping Woman』（クノップフ社、2006年7月） |

各国語の翻訳の詳細は「めくらやなぎと眠る女 (短編小説集)#翻訳」および「東京奇譚集#翻訳」を参照のこと。

## あらすじ
サチの息子は19歳のときに、カウアイ島のハナレイ湾でサーフィン中に鮫に右脚を食いちぎられて死んだ。サチはホノルルの日本領事館からその知らせを受け、ハワイへ飛んだ。現地で火葬を済ませ、一週間ハナレイの町に滞在した。それ以来サチは毎年息子の命日の少し前にハナレイを訪れ、三週間ばかり滞在するようになった。それを10年以上続けている。
ある日、リフエ空港の帰りにサチはヒッチハイクをしている日本人の若者二人を拾う。
6日後、サチがハナレイのレストランでピアノを弾いていると、ヒッチハイクの二人組がやってきた。彼らは片脚の日本人のサーファーを二度見かけたという。「ビーチから俺たちのことをじって見てました。ディック・ブリュワーの赤いサーフボードを持って」
日本に帰る前の夜、サチは泣きながら思った。どうしてあの二人のろくでもないサーファーには息子の姿が見えて、自分には見えないのだろう？ それはどう考えても不公平ではないか？
その後、サチは六本木の地下鉄駅近くのスターバックスで二人組の一人と出会った。彼は小柄な顔立ちのいい女の子と一緒だった。若者は「彼女とのあいだをぐっと発展させるための」いいアドバイスをサチに求めた。サチは、「女の子とうまくやる方法は三つしかない。ひとつ、相手の話を黙って聞いてやること。ふたつ、着ている洋服をほめること。三つ、できるだけおいしいものを食べさせること」と答える。

## 書誌情報
- 『東京奇譚集』新潮社、2005年9月16日。ISBN 978-4-10-353418-1。
  - 『東京奇譚集』新潮社〈新潮文庫〉、2007年12月1日。ISBN 978-4-10-100156-2。
- 『めくらやなぎと眠る女』新潮社、2009年11月27日。ISBN 978-4-10-353424-2。

## 映画
吉田羊主演で映画化され、 LDHのレーベル・HIGH BROW CINEMAの配給により2018年10月19日に公開された。村上春樹作品の日本での映画化は2010年の『ノルウェイの森』以来8年ぶりとなる。PG12指定。
撮影は2017年の8月から9月にハワイと日本にて行われた。

### キャスト
- サチ - 吉田羊
- タカシ - 佐野玲於
- 高橋 - 村上虹郎
- 三宅 - 佐藤魁[4]
- 尾崎亮 - 栗原類
- 石井結花 - 水上京香
- Cy Kalama
- Leilani Kahoano
- Adam Kenner
- Tatsuya Nishizaki
- 井川等視

### スタッフ
- 監督・脚本・編集 - 松永大司
- 原作 - 村上春樹「ハナレイ・ベイ」（新潮文庫刊『東京奇譚集』）
- プロデューサー - 小川真司[4]
- 音楽 - 半野喜弘
- 主題歌 - 藤木大地「愛の喜びは -Plaisir d'Amour-」（ワーナークラシックス）
- 挿入歌 - Iggy Pop「The Passenger」（ユニバーサル ミュージック）
- 配給 - HIGH BROW CINEMA
- 制作プロダクション - ギークサイト
- 制作協力 - TALK STORY PRODUCTIONS
- 製作幹事 - LDH JAPAN、VAP
- 製作 - 「ハナレイ・ベイ」製作委員会（LDH JAPAN、VAP、巖本金属、ギークピクチュアズ、朝日新聞社、電通ミュージック・アンド・エンタテインメント、電通、ローソン、ブリッジヘッド）